# A Prairie Romeo
Pour plus de détails, voir Fiche technique et Distribution.
A Prairie Romeo (littéralement : Un Roméo des Prairies) est un film muet américain réalisé par Lynn Reynolds, sorti en 1917.

## Fiche technique
- Titre : A Prairie Romeo
- Réalisation : Lynn Reynolds
- Scénario : Lynn Reynolds d'après le roman d'Alice Hegan Rice
- Photographie :
- Producteur :
- Société de production :  Universal Film Manufacturing Company
- Société de distribution :  Universal Film Manufacturing Company
- Pays d'origine :  États-Unis
- Langue : film muet avec les intertitres en anglais
- Métrage : 600 m (2 bobines)
- Format : Noir et blanc — 35 mm — 1,33:1 — Muet
- Genre : Comédie
- Durée : 20 minutes
- Dates de sortie : 
  -  États-Unis : 4 octobre 1917

## Distribution
- George Hernandez : Billy Bones
- Martha Mattox : Priscilla Duff
- George Chesebro : Harvey Campbell
- Jack Curtis : le shérif
- George Pettie : l'agent de nuit